# Mała Mańkiwka
Mała Mańkiwka (ukr. Мала Маньківка) – wieś na Ukrainie, w obwodzie czerkaskim, w rejonie humańskim, w hromadzie Mańkiwka. W 2001 liczyła 195 mieszkańców, spośród których 191 wskazało jako ojczysty język ukraiński, a 4 rosyjski.